# 吉岡城 (信濃国)
吉岡城（よしおかじょう）は、長野県下伊那郡下條村にあった日本の城（平山城）。

## 概要
文明年間に、小笠原政康の子孫である下条康氏（下条氏）によって築城。4つの空堀によって西から東にかけて、出郭、本郭、二の郭、三の郭、城下に区分される。本郭は東西112メートル、南北43メートルの規模、二の郭は本郭より広く東西170メートル、南北145メートルの連郭式の構造を持つ。
天正15年（1587年）廃城となった。現在は吉岡城址公園となっている。